# Municipio de Coldwater (Arkansas)
El municipio de Coldwater (en inglés: Coldwater Township) es un municipio ubicado en el condado de Cross en el estado estadounidense de Arkansas. En el año 2010 tenía una población de 376 habitantes y una densidad poblacional de 2,36 personas por km².

## Geografía
El municipio de Coldwater se encuentra ubicado en las coordenadas 35°23′26″N 90°38′6″O / 35.39056, -90.63500. Según la Oficina del Censo de los Estados Unidos, el municipio tiene una superficie total de 159.42 km², de la cual 157,85 km² corresponden a tierra firme y (0,99 %) 1,57 km² es agua.

## Demografía
Según el censo de 2010, había 376 personas residiendo en el municipio de Coldwater. La densidad de población era de 2,36 hab./km². De los 376 habitantes, el municipio de Coldwater estaba compuesto por el 93,35 % blancos, el 4,79 % eran afroamericanos, el 1,33 % eran de otras razas y el 0,53 % eran de una mezcla de razas. Del total de la población el 2,66 % eran hispanos o latinos de cualquier raza.